# 32014 Bida
32014 Bida este o planetă minoră (asteroid), cu un diametru de 3,085 km, din centura de asteroizi. A fost descoperită pe 26 aprilie 2000 la Stația Anderson Mesa de Lowell Observatory Near-Earth-Object Search. 
Obiectul prezintă o orbită caracterizată de o semiaxă mare de 2,2131263 UAi, o excentricitate de 0,24, o înclinație de 6,54148 ° în raport cu ecliptica.